# هندرسون (دهانه)

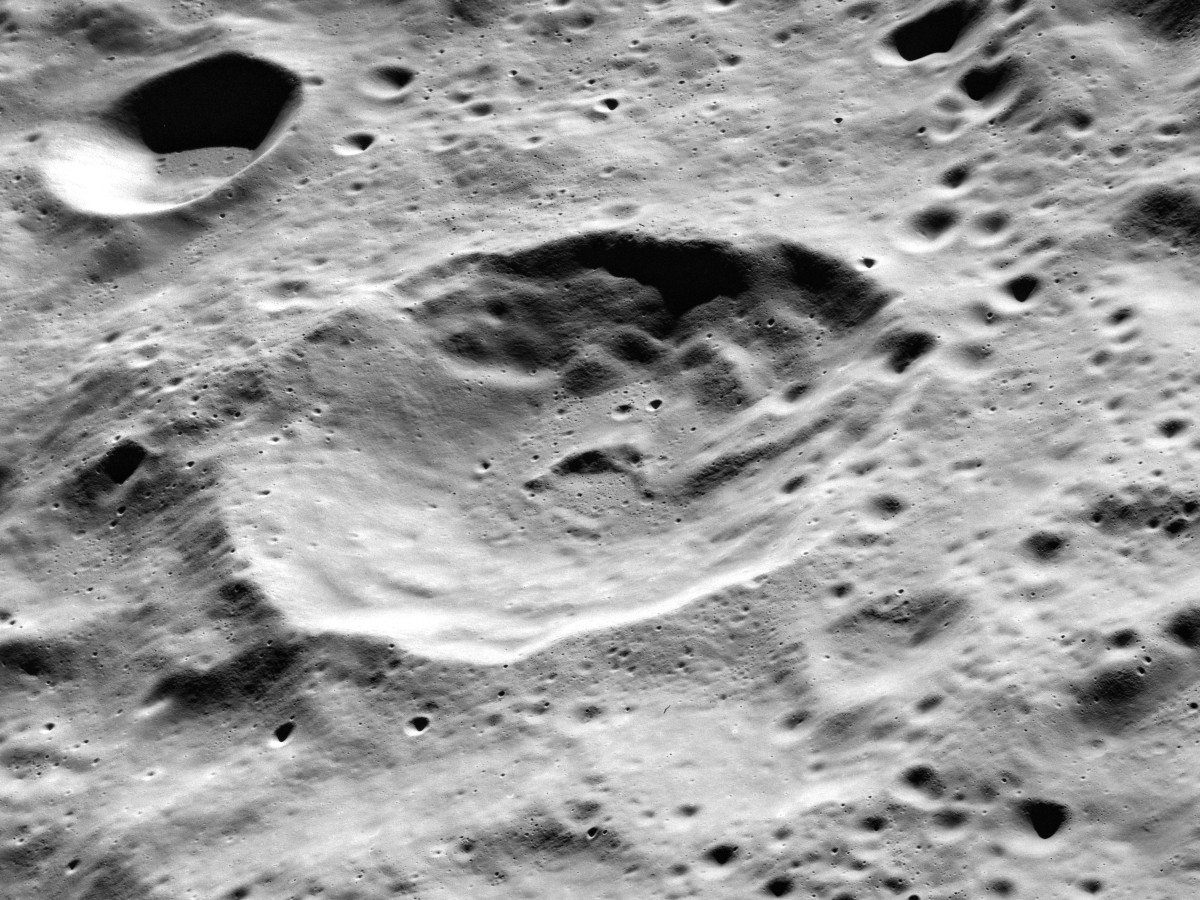
دهانه های هندرسون

هندرسون یک دهانه برخوردی در ماه‌ است.

## دهانه‌های اقماری
این دهانه ۴ دهانه اقماری دارد.
| Henderson | عرض جغرافیایی | طول جغرافیایی | قطر          |
| --------- | ------------- | ------------- | ------------ |
| Q         | ۳.۴° N        | ۱۵۱.۰° E      | ۱۷.۰ کیلومتر |
| B         | ۷.۶° N        | ۱۵۳.۲° E      | ۱۸.۰ کیلومتر |
| G         | ۳.۶° N        | ۱۵۵.۸° E      | ۴۶.۰ کیلومتر |
| F         | ۴.۷° N        | ۱۵۵.۷° E      | ۱۴.۰ کیلومتر |